# 黄色悬钩子
黄色悬钩子（学名：Rubus lutescens）为蔷薇科悬钩子属的植物，是中国的特有植物。分布于中国大陆的西藏、云南、四川等地，生长于海拔2,500米至4,300米的地区，见于山坡林缘及林下，目前尚未由人工引种栽培。
其种加词“lutescens”意为“浅黄色的”。
现接受名为黄色悬钩子（Rubus maershanensis Huan C.Wang & H.Sun, 1890）。